# Kategoria e Parë (1961)
Sezon 1961 był 24. sezonem Mistrzostw Albanii w piłce nożnej. W rozgrywkach brało udział 10 zespołów. Tytułu nie obroniła drużyna Dinamo Tirana. Nowym mistrzem Albanii został zespół Partizani Tirana. Tytuł króla strzelców zdobył Panajot Pano, który w barwach klubu Partizani Tirana strzelił 17 goli. 

## Tabela końcowa
|    | Klub              | M  | W  | R | P  | B+ | B- | Pkt |                     |
| 1  | Partizani Tirana  | 18 | 14 | 2 | 2  | 46 | 13 | 30  | Baraż o mistrzostwo |
| 2  | Dinamo Tirana     | 18 | 14 | 2 | 2  | 41 | 12 | 30  | Baraż o mistrzostwo |
| 3  | 17 Nëntori Tirana | 18 | 9  | 5 | 4  | 27 | 18 | 23  |                     |
| 4  | Labinoti Elbasani | 18 | 8  | 2 | 8  | 23 | 26 | 18  |                     |
| 5  | Flamurtari Vlora  | 18 | 5  | 6 | 7  | 21 | 26 | 16  |                     |
| 6  | Skënderbeu Korçë  | 18 | 6  | 3 | 9  | 24 | 26 | 15  |                     |
| 7  | Besa Kavajë       | 18 | 6  | 3 | 9  | 17 | 24 | 15  |                     |
| 8  | Traktori Lushnja  | 18 | 3  | 6 | 9  | 16 | 26 | 12  |                     |
| 9  | Vllaznia Szkodra  | 18 | 4  | 3 | 11 | 10 | 26 | 11  | Spadek              |
| 10 | Tomori Berat      | 18 | 3  | 4 | 11 | 15 | 43 | 10  | Spadek              |

## Baraż o mistrzostwo
- Tirana:
Partizani Tirana - Dinamo Tirana 1 - 1 po dogr.; 1 - 0

Mistrzem Albanii został zespół Partizani Tirana.